# Pierre-Ferdinand de Habsbourg-Toscane
 (juin 2019).
Si vous disposez d'ouvrages ou d'articles de référence ou si vous connaissez des sites web de qualité traitant du thème abordé ici, merci de compléter l'article en donnant les références utiles à sa vérifiabilité et en les liant à la section « Notes et références ».
Succession
Prétendant au trône de Toscane
2 mai 1921 – 8 novembre 1948
(27 ans, 6 mois et 6 jours)
Pierre-Ferdinand de Habsbourg, grand-duc titulaire de Toscane et archiduc d'Autriche, est né le 12 mai 1874 à Salzbourg, et mort le 8 novembre 1948 à Saint-Gilgen (Autriche).

## Biographie
Général dans l'armée autrichienne lors de la Première Guerre mondiale, il est chef de la branche de Habsbourg-Toscane à la suite de son frère aîné.
Troisième fils de Ferdinand IV de Toscane et d’Alice de Bourbon-Parme, sa seconde épouse, Pierre-Ferdinand se marie à Cannes le 8 novembre 1900 avec la princesse Marie-Christine de Bourbon-Siciles (1877-1947), fille d'Alphonse, comte de Caserte, et de Marie-Antoinette de Bourbon-Siciles.
De cette union naîtront :
- Gottfried de Habsbourg-Toscane (1902-1984), succède à son père en qualité de chef de la maison grand-ducale de Toscane ;
- Hélène de Habsbourg-Toscane (1903-1924), en 1923 elle épousa Philippe Albert de Wurtemberg
- Georg de Habsbourg-Toscane (1905-1952), marié en 1936 il épousa Marie-Valérie de Waldburg-Zeil (1913-2011), fille de l'archiduchesse  Élisabeth-Françoise de Habsbourg-Toscane :
  - Guntram (1937-1943)
  - Radbot Ferdinand (né en 1938), marié en 1972, avec Caroline Proust (née en 1952) :
    - Léopold (né en 1973), marié en 2002 avec Nina Lenhart-Backhaus (née en 1975)
      - Chiara (née en 2004)
      - Felix (né en 2007)
      - George (né en 2009)

    - Maximilien (né en 1976)
    - Éléonore (née en 1979), mariée en 2005, avec Francesco Pelagallo (né en 1979)
      - Leone Pelagallo (né en 2007)
      - Bernardo Pelagallo

  - Marie Christine (1941-1942)
  - Walburga (née en 1942)
  - Verena (1944-1945)
  - Johann (1946-1946)
  - Katharina (née en 1948)
  - Agnès (née en 1950)
  - Georg (né en 1952)
- Rose-Marie de Habsbourg-Toscane (1906-1983), en 1928 elle épousa son beau-frère Philippe Albert de Wurtemberg, veuf de sa sœur Hélène.

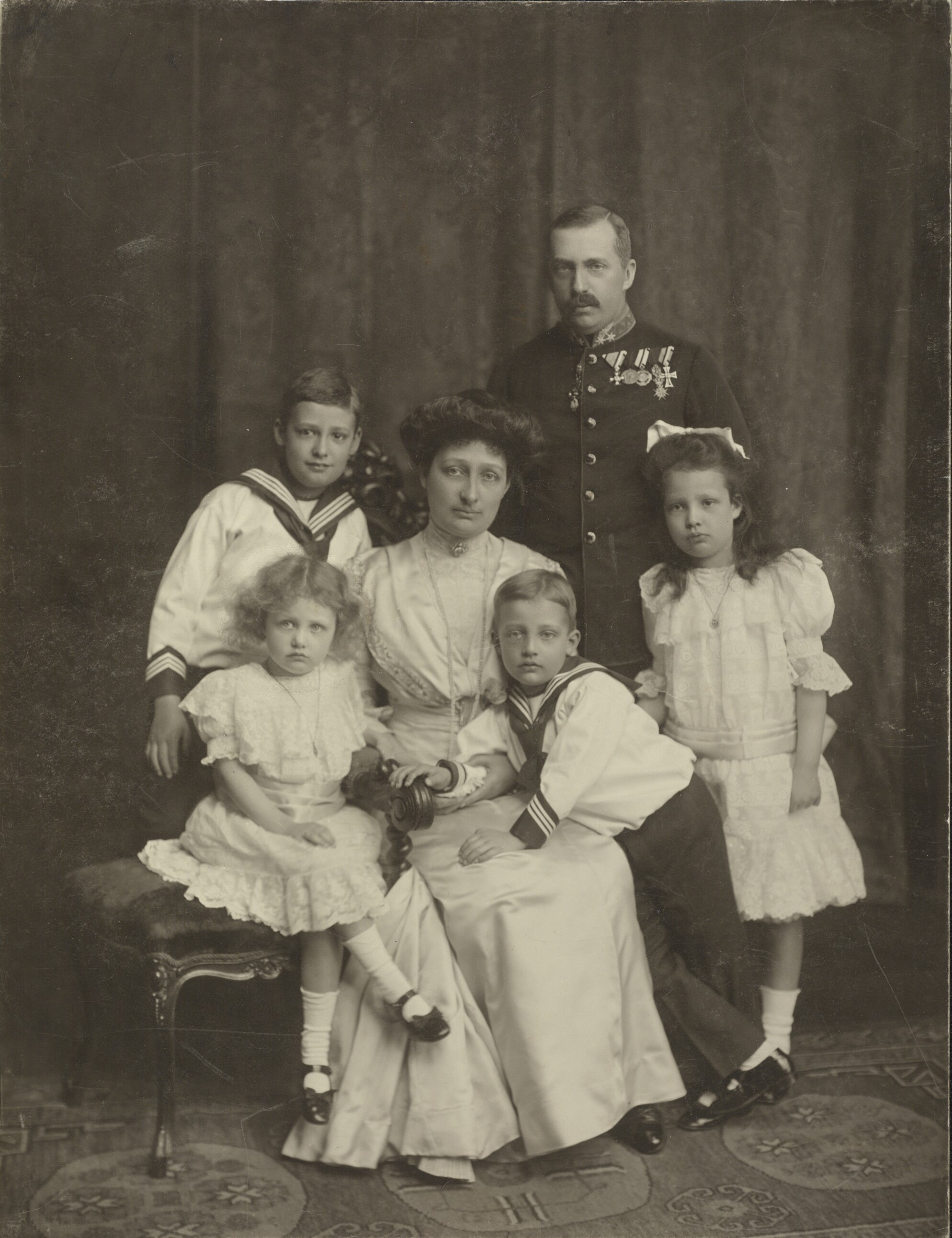
Le couple et leurs quatre enfants (vers 1909). Cliché de Carl Pietzner.